# Шчитно
Шчитно (пољ. Szczytno) град је у Пољској у Војводству варминско-мазурском. По подацима из 2012. године број становника у месту је био 24 805.

## Становништво
| 2012.  |
| ------ |
| 24 805 |